# Petalophthalmus caribbeanus
Petalophthalmus caribbeanus är en kräftdjursart som beskrevs av O. Tattersall 1968. Petalophthalmus caribbeanus ingår i släktet Petalophthalmus och familjen Petalophthalmidae. Inga underarter finns listade i Catalogue of Life.